# Ferdinand Eisenberger
Ferdinand Eisenberger (* 14. Juni 1937 in Komotau, Tschechoslowakei; † 4. März 2009 in den Bergen bei St. Moritz) war ein deutscher Urologe, bekannt für seine Beteiligung an der Entwicklung der Nierensteinzertrümmerung mit Ultraschall (ESWL, Extrakorporale Stoßwellenlithotripsie). Ferdinand Eisenberger war der Vater des Chirurgen Claus Ferdinand Eisenberger. 

## Leben
Er war der Sohn des Leiters der Chirurgie im Bezirkskrankenhaus von Komotau, wo er bis zur Vertreibung der Familie 1945 die Volksschule besuchte. Er ging auf das Humanistische Gymnasium in Regensburg, wo er 1957 Abitur machte. Danach studierte er ab 1957 Medizin an der Ludwig-Maximilians-Universität München (LMU), an der er 1963 promoviert wurde und anschließend wissenschaftlicher Assistent in der Chirurgie bei Rudolf Zenker und in der Urologie bei Egbert Schmiedt war. 1969 wurde er Facharzt für Urologie und 1973 habilitierte er sich, wonach er Privatdozent war. 1978 wurde er Professor und Direktor der Urologischen Klinik am Katharinenhospital in Stuttgart. 1979 wurde er außerplanmäßiger Professor an der LMU München. 2003 ging er in den Ruhestand.
An der Entwicklung der ESWL, die in München mit ersten Experimenten 1974 begann, waren neben Eisenberger der Urologe und Chirurg Christian Chaussy, der Physiker Bernd Forssmann (von der Firma Dornier) und der Ingenieur Wolfgang Hepp beteiligt. Ausgangspunkt war eine Beobachtung der Flugzeugtechnik, dass Regentropfen bei Überschallflug nicht nur Schäden an der Oberfläche, sondern auch im Material verursachten. Der erste Versuch am Patienten wurde mit dem Prototyp des Geräts HM1 am 7. Februar 1980 durch Chaussy, Dieter Jocham und Forssmann am Institut für Chirurgische Forschung der LMU und der Urologie (Leitung Egbert Schmiedt) durchgeführt. Das erste Serien-Gerät (HM3) wurde drei Jahre später an der Urologischen Klinik in Stuttgart installiert. Die Behandlung setzte sich danach weltweit durch und ersetzte die chirurgische Entfernung der Nierensteine.
1987 war er Präsident der Deutschen Urologischen Gesellschaft. 

## Preise und Ehrungen
- 1976 C. E. Alken Preis
- 1981 Maximilian Nitze Preis der Deutschen Gesellschaft für Urologie (zusammen mit  Chaussy, Forssmann, W. Brendel, D. Jocham, W. Hepp, J. M. Gokel)[2]
- 1985 Bundesverdienstkreuz am Bande
- 1986 Förderpreis für die Europäische Wissenschaft
- 1989 Distinguished Contribution Award, American Urological Association
- 1990 Ritter-von-Gerstner-Medaille
- 1991 Jubiläumspreis der Deutschen Gesellschaft für Chirurgie
- 1992 Bundesverdienstkreuz Erster Klasse
- 2000 Lifetime Achievement Award der Endourological Society.
- 2001 Ehrendoktor der Hatieganu Universität Klausenburg
- 2003 Kulturpreis der Sudendeutschen Landsmannschaft

## Schriften
- Herausgeber Urologische Steintherapie: ESWL und Endourologie, Thieme 1987
- F. Eisenberger, C. Chaussy, B. Forssmann: Extrakorporale Stoßwellenlithotripsie (ESWL). Chronologie einer Entwicklung, Der Urologe, Band 46, 2007, S. 1015–1019